# 306-й отдельный сапёрный батальон
306-й отдельный сапёрный батальон — воинское подразделение в вооружённых силах СССР во время Великой Отечественной войны.

## История
Сформирован в составе 29-го Литовского территориального стрелкового корпуса в августе-сентябре 1940 года на базе частей Литовской армии.
В составе действующей армии во время ВОВ с 22 июня 1941 по 1 сентября 1941 года.
На 22 июня 1941 года, вероятно, находился на строительстве оборонительных рубежей, к 4 июля 1941 года фактически уничтожен в Прибалтике.
Очевидно, официально расформирован вместе с управлением корпуса 23 сентября 1941 года

### Подчинение
| Дата            | Фронт (округ)         | Армия      | Корпус                 | Примечания |
| --------------- | --------------------- | ---------- | ---------------------- | ---------- |
| 22.06.1941 года | Северо-Западный фронт | 11-я армия | 29-й стрелковый корпус | -          |
| 01.07.1941 года | Северо-Западный фронт | -          | 29-й стрелковый корпус | -          |
| 10.07.1941 года | Северо-Западный фронт | 27-я армия | 29-й стрелковый корпус | -          |
| 01.08.1941 года | Западный фронт        | 22-я армия | 29-й стрелковый корпус | -          |
| 01.09.1941 года | Западный фронт        | 22-я армия | 29-й стрелковый корпус | -          |

## Другие инженерно-сапёрные формирования с тем же номером
- 306-й отдельный инженерный батальон 49-й армии
- 306-й отдельный инженерный батальон 27-го управления военно-полевого строительства
- 306-й отдельный инженерно-строительный батальон